# Tomáš Tatar
Tomáš Tatar (* 1. prosince 1990 Dubnica nad Váhom, Československo) je slovenský hokejista, který v současnosti hraje za tým EV Zug ve švýcarské NLA.

## Hráčská kariéra
Jde o odchovance týmu MHK Dubnica nad Váhom. V sezóně 2004/05 nastoupil jako čtrnáctiletý do extraligy osmnáctiletých. Z Dubnice v roku 2006 přestoupil do HK Dukla Trenčín. Tam se v sezóně 2007/2008 stal nejproduktivnějším hráčem a nejlepším střelcem extraligy juniorů. Po sezóně však odešel do týmu HKm Zvolen, navzdory tomu, že před podpisem smlouvy se Zvolenem akceptoval podmínky Trenčína a souhlasil s pokračováním v klubu. V roce 2009 ho draftoval v druhém kole jako 60. v pořadí tým Detroit Red Wings. Posledním dnem přestupového období v ročníku 17/18 přešel do týmu Vegas Golden Knights.
Po draftu hrával na farmě Detroitu v AHL v týmu Grand Rapids Griffins kde odehrál celou sezónu 2009/10 a sezónu 2010/11 hrával až do konce roku 2010 kdy ho tým Detroit Red Wings povolal do kádru a v posledním zápase roku 2010 31. prosince odehrál první zápas v NHL proti New York Islanders ve kterém také vstřelil svůj první gól v NHL ve třetí třetině v čase 50:18 brankáři Dwaynu Rolosonovi.
Na šampionátu v roce 2012 ve Finsku a Švédsku byl nejmladší hráč slovenského mužstva a výraznou mírou se podepsal pod slovenský stříbrný úspěch.

## Ocenění a úspěchy
- 2009 MSJ – Top tří hráčů týmů
- 2013 AHL – Nejlepší střelec v playoff
- 2013 AHL – Jack A. Butterfield Trophy

## Prvenství
- Debut v NHL – 31. prosince 2010 (Detroit Red Wings proti New York Islanders)
- První gól v NHL – 31. prosince 2010 (Detroit Red Wings proti New York Islanders, kanadskému brankáři Dwaynu Rolosonovi)
- První asistence v NHL – 7. února 2013 (St. Louis Blues proti Detroit Red Wings)
- První hattrick v NHL – 17. prosince 2016 (Detroit Red Wings proti Anaheim Ducks)

## Klubové statistiky
| Sezóna      | Klub                     | Soutěž      |     | Základní část | Základní část | Základní část | Základní část | Základní část |    | Play off | Play off | Play off | Play off | Play off |
| Sezóna      | Klub                     | Soutěž      | Z   | G             | A             | B             | TM            | Z             | G  | A        | B        | TM       |          |          |
| 2004/05     | MHK Dubnica nad Váhom 18 | SHL-18      | 1   | 0             | 0             | 0             | 0             | —             | —  | —        | —        | —        |          |          |
| 2005/06     | MHK Dubnica nad Váhom 18 | SHL-18      | 34  | 8             | 12            | 20            | 14            | —             | —  | —        | —        | —        |          |          |
| 2006/07     | MHK Dubnica nad Váhom 20 | SHL-20      | 6   | 3             | 0             | 3             | 2             | —             | —  | —        | —        | —        |          |          |
| 2006/07     | Dukla Trenčín 18         | SHL-18      | 48  | 33            | 44            | 77            | 42            | —             | —  | —        | —        | —        |          |          |
| 2007/08     | Dukla Trenčín 18         | SHL-18      | 4   | 9             | 4             | 13            | 0             | —             | —  | —        | —        | —        |          |          |
| 2007/08     | Dukla Trenčín 20         | SHL-20      | 42  | 41            | 35            | 76            | 32            | —             | —  | —        | —        | —        |          |          |
| 2008/09     | HKm Zvolen               | SHL         | 48  | 7             | 8             | 15            | 20            | —             | —  | —        | —        | —        |          |          |
| 2009/10     | Grand Rapids Griffins    | AHL         | 58  | 16            | 16            | 32            | 12            | —             | —  | —        | —        | —        |          |          |
| 2010/11     | Grand Rapids Griffins    | AHL         | 70  | 24            | 33            | 57            | 45            | —             | —  | —        | —        | —        |          |          |
| 2010/11     | Detroit Red Wings        | NHL         | 9   | 1             | 0             | 1             | 0             | —             | —  | —        | —        | —        |          |          |
| 2011/12     | Grand Rapids Griffins    | AHL         | 76  | 24            | 34            | 58            | 45            | —             | —  | —        | —        | —        |          |          |
| 2012/13     | ŠHK 37 Piešťany          | SHL         | 8   | 5             | 5             | 10            | 6             | —             | —  | —        | —        | —        |          |          |
| 2012/13     | Grand Rapids Griffins    | AHL         | 61  | 23            | 26            | 49            | 50            | 24            | 16 | 5        | 21       | 23       |          |          |
| 2012/13     | Detroit Red Wings        | NHL         | 18  | 4             | 3             | 7             | 4             | —             | —  | —        | —        | —        |          |          |
| 2013/14     | Detroit Red Wings        | NHL         | 73  | 19            | 20            | 39            | 30            | 5             | 0  | 0        | 0        | 8        |          |          |
| 2014/15     | Detroit Red Wings        | NHL         | 82  | 29            | 27            | 56            | 28            | 7             | 3  | 1        | 4        | 2        |          |          |
| 2015/16     | Detroit Red Wings        | NHL         | 52  | 16            | 17            | 33            | 18            | 5             | 0  | 3        | 3        | 2        |          |          |
| 2016/17     | Detroit Red Wings        | NHL         | 82  | 25            | 21            | 46            | 26            | —             | —  | —        | —        | —        |          |          |
| 2017/18     | Detroit Red Wings        | NHL         | 62  | 16            | 12            | 28            | 24            | —             | —  | —        | —        | —        |          |          |
| 2017/18     | Vegas Golden Knights     | NHL         | 20  | 4             | 2             | 6             | 10            | 8             | 1  | 1        | 2        | 2        |          |          |
| 2018/19     | Montreal Canadiens       | NHL         | 80  | 25            | 33            | 58            | 34            | —             | —  | —        | —        | —        |          |          |
| 2019/20     | Montreal Canadiens       | NHL         | 68  | 22            | 39            | 61            | 36            | 9             | 2  | 0        | 2        | 4        |          |          |
| 2020/21     | Montreal Canadiens       | NHL         | 50  | 10            | 20            | 30            | 8             | 5             | 0  | 1        | 1        | 2        |          |          |
| 2021/22     | New Jersey Devils        | NHL         | 76  | 15            | 15            | 30            | 22            | —             | —  | —        | —        | —        |          |          |
| 2022/23     | New Jersey Devils        | NHL         | 82  | 20            | 28            | 48            | 30            | 12            | 1  | 0        | 1        | 4        |          |          |
| 2023/24     | Colorado Avalanche       | NHL         | 27  | 1             | 8             | 9             | 10            | —             | —  | —        | —        | —        |          |          |
| 2023/24     | Seattle Kraken           | NHL         | 43  | 8             | 7             | 15            | 10            | —             | —  | —        | —        | —        |          |          |
| 2024/25     | New Jersey Devils        | NHL         | 74  | 7             | 10            | 17            | 20            | 4             | 0  | 0        | 0        | 2        |          |          |
| NHL celkově | NHL celkově              | NHL celkově | 927 | 227           | 269           | 496           | 316           | 65            | 7  | 6        | 13       | 26       |          |          |

## Reprezentace
| Rok                       | Tým                       | Soutěž                    | Z  | G  | A  | B  | TM |
| ------------------------- | ------------------------- | ------------------------- | -- | -- | -- | -- | -- |
| 2009                      | Slovensko 20              | MSJ                       | 7  | 7  | 4  | 11 | 4  |
| 2010                      | Slovensko 20              | MSJ                       | 6  | 3  | 2  | 5  | 6  |
| 2010                      | Slovensko                 | MS                        | 6  | 2  | 0  | 2  | 4  |
| 2012                      | Slovensko                 | MS                        | 10 | 2  | 3  | 5  | 0  |
| 2014                      | Slovensko                 | OH                        | 4  | 1  | 1  | 2  | 2  |
| 2014                      | Slovensko                 | MS                        | 7  | 4  | 4  | 8  | 6  |
| 2015                      | Slovensko                 | MS                        | 6  | 0  | 2  | 2  | 6  |
| 2016                      | Výběr Evropy              | SP                        | 6  | 3  | 0  | 3  | 0  |
| 2019                      | Slovensko                 | MS                        | 7  | 2  | 4  | 6  | 4  |
| 2022                      | Slovensko                 | MS                        | 8  | 3  | 3  | 6  | 0  |
| Juniorská kariéra celkově | Juniorská kariéra celkově | Juniorská kariéra celkově | 13 | 10 | 6  | 16 | 10 |
| Seniorská kariéra celkově | Seniorská kariéra celkově | Seniorská kariéra celkově | 54 | 17 | 17 | 34 | 24 |